# بطولة مبادلة العالمية للتنس

الشعار القديم للبطولة الذي اعتمد في عامي 2009 و2010.

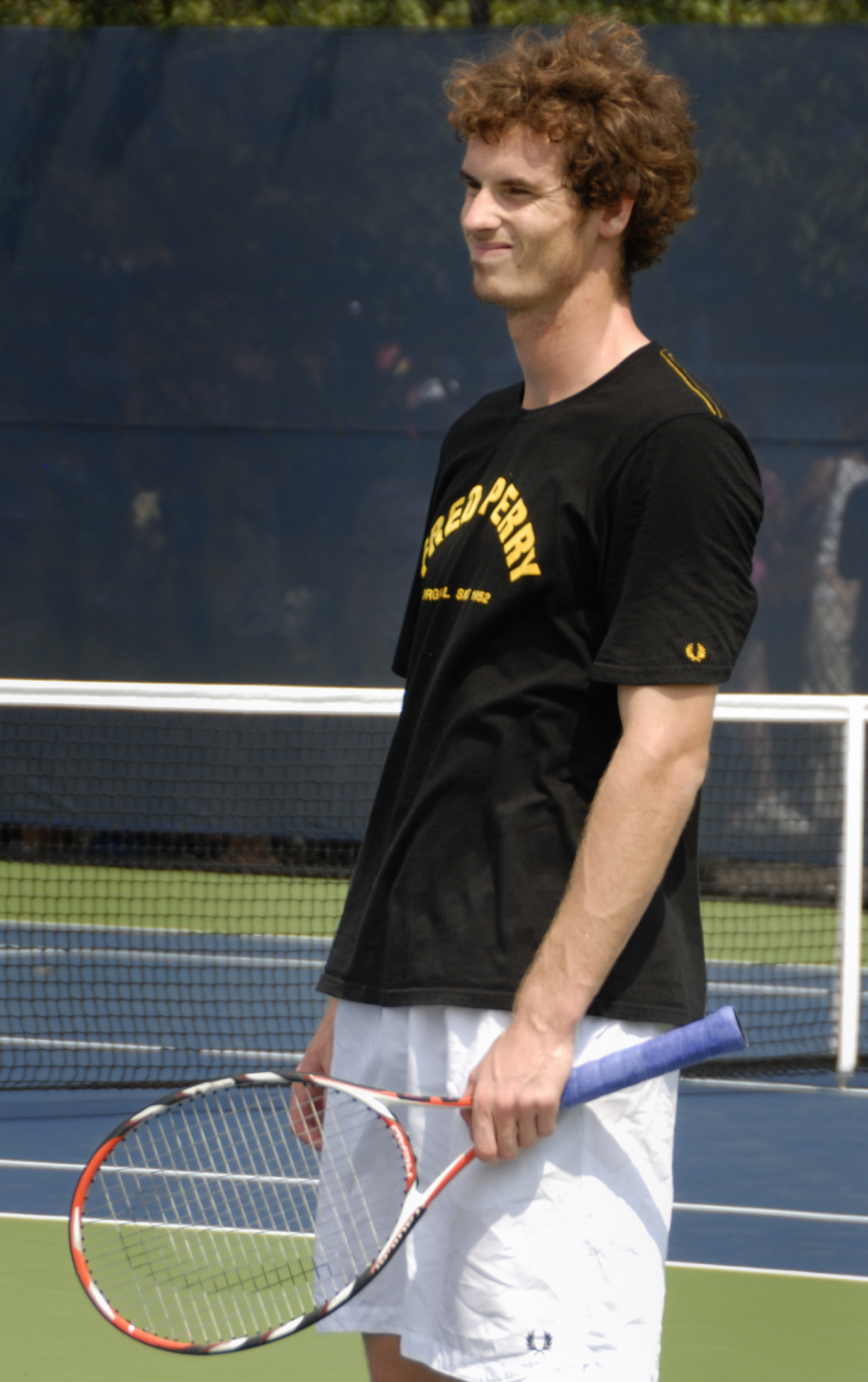
أندي موراي في مشاركته بأبو ظبي عام 2009.

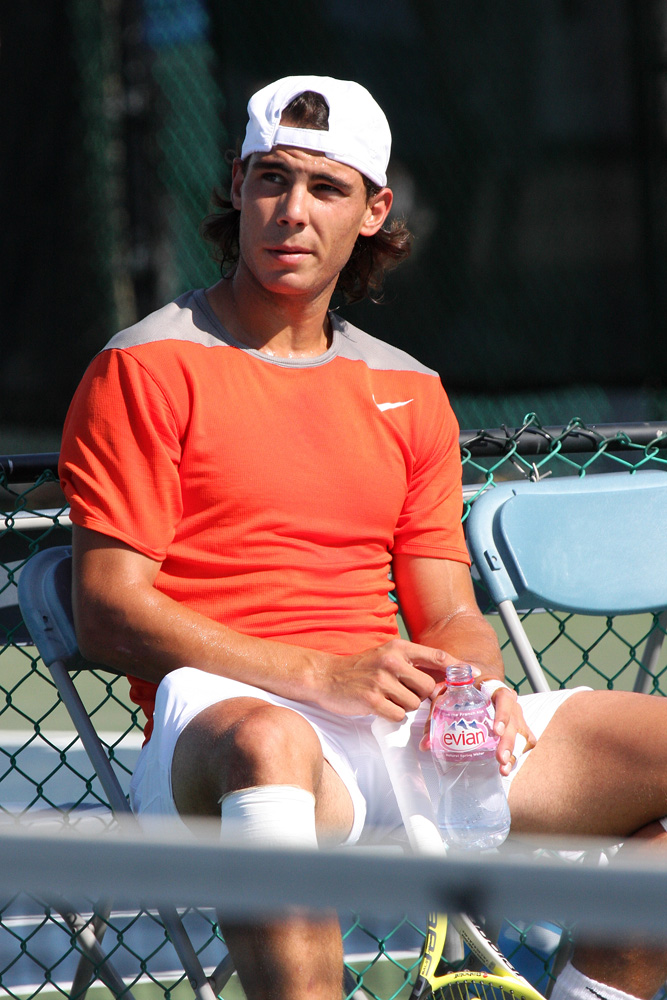
رافاييل نادال بطل النسخة الثانية للبطولة.

بطولة مبادلة العالمية للتنس هي بطولة كرة مضرب استعراضية يشارك بها محترفي كرة المضرب في فردي الرجال فقط وتلعب على الملاعب الصلبة في الهواء الطلق. تقام سنوياً في نهاية شهر ديسمبر في مجمع أبو ظبي الدولي للتنس في إمارة أبوظبي في الإمارات العربية المتحدة.

## تاريخ البطولة

### البدايات
في نوفمبر 2008، اعلنت شركتا فلاش وكابيتالا شراكتهما لإنشاء معرض جديد خاص بكرة المضرب في بداية الموسم الجديد لإقامة بطولة كرة مضرب يشارك بها اللاعبون المحترفون وستقام في أبوظبي, وقد تم عمل هذا الحدث لتعزيز هذه الرياضة في المنطقة وإضافة بطولة أخرى إلى جانب البطولات العربية الموجود بدايةً ببطولة دبي للتنس وبطولة قطر اكسون موبيل المفتوحة ونهائيات جولة رابطة محترفات كرة المضرب التي تقام أيضاً في الدوحة. وتم الاتفاق على مشاركة 6 لاعبين عالميين في كل دورة على أن تكون البطولة ودية وتمتد البطولة لثلاثة أيام ويحصل الفائز على 250 ألف دولار.

### انطلاق البطولة
الموسم الأول للبطولة كان مع بداية موسم 2009 حيث انطلقت في 1 يناير واستمرت حتى 3 يناير 2009 وشارك في البطولة الأسباني رافاييل نادال والسويسري روجر فيدرير، أندي موراي، ونيكولاي دافيدينكو، أندي روديك بالإضافة إلى جميس بليك. وفاز في البطولة البريطاني أندي موراي على المصنف الأول على العالم وقتها رافاييل نادال. بعدها أعلن كل من فيدرير ونادال ودافيدينكو بأنهم سيحضرون للمشاركة في نسخة العام القادم بعدها تم دعوة كل من ستانيسلاس فافرينكا، ديفيد فيرير وروبن سودرلينغ للمشاركة في نسخة 2010. وكان النهائي لهذه النسخة بين وصيف العالم الماضي رافاييل نادال والسويدي روبن سودرلينغ حيث انتصر نادال في المباراة بمجموعتين نظيفتين.

## سجل النهائيات
| السنة       | البطل           | الوصيف          | النتيجة            |
| ----------- | --------------- | --------------- | ------------------ |
| 2016        | رافاييل نادال   | ميلوش راونيتش   | 7–6(7–2), 6–3      |
| 2015        | أندي موراي      | نوفاك دجوكوفيتش | انسحاب             |
| 2013        | نوفاك دجوكوفيتش | دافيد فيرير     | 7–5, 6–2           |
| 2012        | نوفاك دجوكوفيتش | دافيد فيرير     | 6–7(4–7), 6–3, 6–4 |
| ديسمبر 2011 | نوفاك دجوكوفيتش | دافيد فيرير     | 6–2, 6–1           |
| يناير 2011  | رافاييل نادال   | روجر فيدرير     | 7–6(7–4), 7–6(7–3) |
| 2010        | رافاييل نادال   | روبن سودرلينغ   | 7–6, 7–5           |
| 2009        | أندي موراي      | رافاييل نادال   | 6–4, 5–7, 6–3      |